# Lychniscosida
Ліхнискосиди (Hexactinosida) — ряд губок класу шестипроменеві губки (Hexactinellida).

## Загальна інформація
Представники ряду переважно викопні форми домінуючої групи скам'янілостей крейдяного періоду; до теперішнього часу збереглося лише кілька видів, що живуть переважно у тропічних морях. Для цих губок характерний диктіональний скелет, утворений особливими шестипроменевими голками — ліхнисками, тобто гексактинами, основи променів яких з'єднані косими перекладинами. Живуть у морських та солонуватих водах, прісних та наземних водоймах.

## Класифікація
Має дві родини та три роди:
- Родина Aulocystidae Sollas, 1887
- Родина Diapleuridae Ijima, 1927